# .lb
.lb ist die länderspezifische Top-Level-Domain (ccTLD) des Libanons. Sie existiert seit dem 25. August 1993 und wird von der Amerikanischen Universität Beirut verwaltet. Domains können ausschließlich auf dritter Ebene angemeldet werden, beispielsweise unterhalb von .com.lb für kommerzielle Unternehmen oder .edu.lb für Schulen und Universitäten. Derzeit (Stand 04/2020) ist eine im Libanon registrierte Marke in Nizza-Klasse 35 für die Anmeldung einer Domain Voraussetzung.